# Charles Dawson
Charles Dawson (1864. július 11. – 1916. augusztus 10.) brit amatőr őslénykutató, aki elsősorban a piltdowni ember (Eoanthropus dawsoni) néven ismert hamisítvány kapcsán ismert, melyet állítása szerint 1912-ben „fedezett fel” egy Piltdown (Anglia, Sussex) melletti kőbányában.
A „piltdowni ember” a paleontológia történetének leghíresebb hamisítványa. A „lelet” egy orangután alsó állkapocs és egy modern emberi koponya egymáshoz illesztésével készült. Ezen csontok kora mindössze pár száz év volt. Az illesztés során a fogakat egymáshoz csiszolták, kémiailag kezelték stb. A hamisítás mesterműnek bizonyult, a leleplezés csak több mint 40 év múlva, jóval Dawson halála után következett be, köszönhetően az antropológia fejlődésének, illetve az újabb ősember leleteknek, amelyek a legcsekélyebb hasonlóságot sem mutatták a Piltdown-lelettel, sőt világosan rámutattak arra, hogy az emberré válás szakaszai még további lépcsőfokokból álltak. Ezzel szemben a Piltdown-leletet annak idején még az ember és a majom közötti hiányzó láncszemként reklámozták.

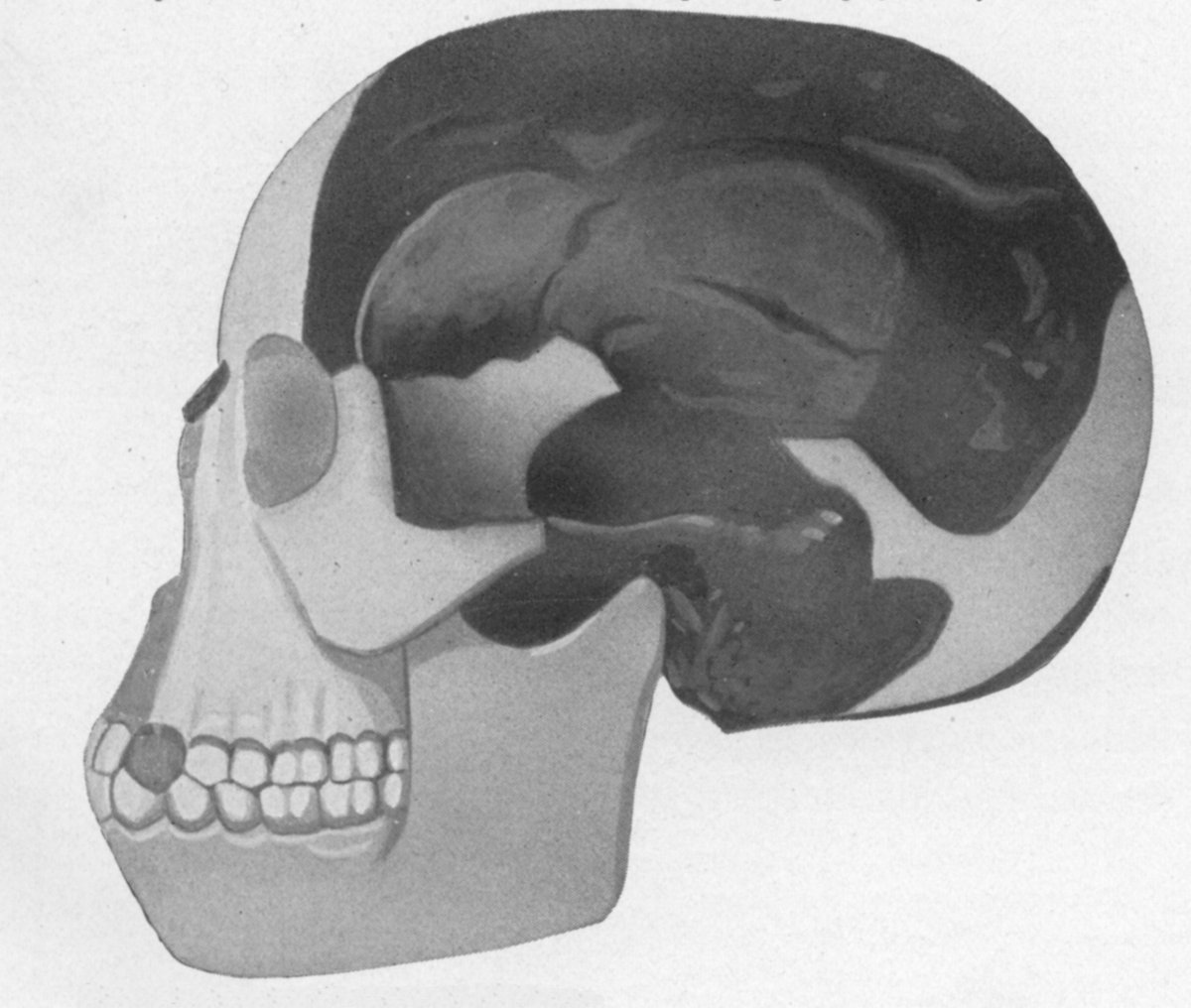
Piltdowni ember, koponyarekonstrukció